# Josef Čejka
Josef Čejka, též Jan Josef Čejka nebo Josef Rodomil Čejka (7. března 1812 Rokycany – 25. prosince 1862 Praha), byl český a rakouský lékař a politik, v polovině 19. století poslanec Říšského sněmu.

## Biografie
Profesí byl lékařem, univerzitním profesorem. Působil i jako překladatel Shakespeara a publicista. Psal muzikologické stati, patří mezi autory české hudební terminologie.
Vystudoval s vyznamenáním gymnázium v Plzni a pak v Plzni studoval filozofii. Získal zde zálibu v hudbě. Od roku 1831 studoval na Karlo-Ferdinandově univerzitě v Praze. Zde roku 1837 získal titul doktora lékařství. V letech 1838–1841 byl sekundářem ve všeobecné nemocnici v Praze. V roce 1842 přešel do Vídně, kde u Rokitanského a Škody studoval pitvu a fyzikální diagnostiku. Roku 1843 nastoupil na post epidemiologického lékaře do pražské věznice, když zde vypukly kurděje. Roku 1846 odešel opět do Vídně a studoval u Hebry kožní choroby. V roce 1848 začal přednášet na pražské univerzitě na toto téma.
Jeho akademické působení ale bylo přerušeno během revolučního roku 1848 politickou angažovaností. Účastnil se Slovanského sjezdu v Praze a ve volbách roku 1848 byl zvolen na ústavodárný Říšský sněm. Zastupoval volební obvod Nový Bydžov. Profesně se uvádí jako lékař. Patřil k českému politickému táboru, Národní strana (staročeši).
Po vypuknutí revoluce v Praze odešel do Vídně a vzdal se politiky. Na mandát rezignoval v prosinci 1848. V seznamu poslanců sněmu k lednu 1849 již nefiguruje. V prosinci 1848 byl jmenován suplentem na prsním oddělení. Roku 1851 byl jmenován mimořádným profesorem a roku 1854 převzal vedení oddělení. V letech 1859–1861 byl děkanem lékařského kolegia a byl aktivní při zřizování spolku na podporu lékařských vdov a sirotků.
Dlouhodobě trpěl tuberkulózou, od roku 1851 se neúčastnil veřejného života. Zemřel roku 1862 na chrlení krve a byl pohřben na Olšanských hřbitovech.